# Сухи, Аугустин
Аугустин Сухи (нем. Augustin Souchy) — немецкий анархист, антимилитарист и журналист.

## Молодость и Первая мировая война
Аугустин Сухи, анархист, анархо-синдикалист и антимилитарист называл себя «студентом революции». Он описывал русскую, немецкую, испанскую, кубинскую и португальскую революции и частично участвовал в них.
Во время начала Первой мировой войны он находился в Австрии, откуда был выслан и был вынужден носить знак на шее, надпись на знаке гласила: «Осторожно анархист!», эти слова позже стали названием его политических мемуаров. Сухи переезжает в Швецию, где присоединяется к анархическому движению. У Сухи появляются проблемы с паспортом и шведское правительство заключает его в тюрьму в ответ на его антимилитаристскую пропаганду. Совершив побег в Данию, Сухи нелегально возвращается в Швецию через Норвегию.
В 1919 он возвращается в Германию и присоединяется к анархо-синдикалистскому профсоюзу «Союз свободных рабочих Германии» (ФАУД). С апреля по ноябрь 1920 года Сухи посещает Россию для того чтобы встретиться с Владимиром Лениным, как представитель синдикалистов, и посетить Коминтерн. В это время он навещает одного из самых важных анархистских теоретиков того времени — Петра Алексеевича Кропоткина.

## Веймарская республика
В 1921 году Сухи работает во Франции, где у них с Терезой Сухи рождается ребенок, Джин, но Аугустин Сухи снова был выслан из страны за анархические убеждения. Он возвращается в Германию и работает редактором газеты «Синдикалист» («Der Syndikalist») до начала 30-х. Вместе с Рудольфом Рокером в рамках Международной Ассоциации Трудящихся, которая сама по себе была международной организацией, он организовывает противостояние большевистскому Профинтерну. В это время он встречает много анархистов из разных стран, включая российских анархистов бежавших от большевиков, и испанских анархистов, таких как Буэнавентура Дуррути. После ниспровержения испанской монархии в 1931 году Сухи совершил несколько поездок в Испанию по поручению МАТ. В письме Эмме Гольдман в 1936 он написал:
«За прошлые пять лет я был здесь (в Испании) пять раз. Каждый раз было движение: в апреле 1931 — революция; в декабре 1931 — восстание; в декабре 1932 — всеобщая забастовка; в апрель 1933 снова всеобщая забастовка; в октябре 1934 Каталония выступила против кастильской гегемонии; в феврале 1936 ниспровержение Хиля-Роблеса; новое восстание… Сегодня на монументальной арене для корриды Кампверз будет проведён большой митинг, организованный анархистской, либертарной молодежью. Я приеду на эту встречу, чтобы выступать. Меня уверили, что на арене может присутствовать 100 000 человек.»
Митинг был отменен, поскольку Франко и его военные заговорщики организовали государственный переворот за ночь накануне мероприятия.

## Изгнание
За несколько дней до ареста его друга, анархистского писателя Эриха Мюзама нацистами, Сухи бежит в Париж. Во время испанской гражданской войны он пытается послать деньги и оружие испанскому анархо-синдикалистскому союзу CNT-FAI. Позже, он написал свои самые влиятельные книги по коллективизации в Анархистской Каталонии. Именно в Испании он пишет свою работу «Трагическая Неделя в мае», как непосредственный свидетель событий первомайской демонстрации 1937 года. После того, как испанская Революция потерпела поражение в 1939 году, Сухи делает попытку, возвратиться во Францию, но попадает в лагерь для военнопленных, где находится в течение двух лет.
В 1942 году он бежит в Мексику, где живёт до 1948 года и издаёт многочисленные книги о либертарном социализме и испанских коллективах. В 1952 он едет в Израиль и изучает киббуцы. Набравшись там опыта, Сухи едет на Кубу и тесно сотрудничает с кубинским анархистским движением. В конце 1950-х, он отправляется в турне по Латинской Америке, где проводит ряд лекций, с целью продвижения профсоюзного движения. В 1963 Международная организация труда нанимает его в качестве образовательного эксперта. До тех пор Сухи работал исключительно в анархистском и анархо-синдикалистском движениях. Улыбаясь, Сухи сказал: «Представьте, в 71 год, когда другие давно на пенсии, я получил свою первую работу».

## Возвращение в Германию
В 1966 у Сухи, жившего в Мюнхене, часто брали интервью немецкие газеты и журналы, такие как «Шпигель» и др., о нём говорили в радиопередачах. Уже в 1950 году Сухи начинает издавать свои работы в Германии, и он продолжает писать в течение следующих двадцати лет. В 1983-м, впервые с 1937 года, Сухи встречается с Кларой Тальманн и возвращается в Испанию (где они с Кларой Тальманн участвовали в борьбе против фашизма), где в течение 6 недель проходят съёмки документального фильма. В 1984 фильм был издан под названием «Долгая надежда» («Die lange Hoffnung»).
1 января 1984 Аугустин Сухи умер от пневмонии в возрасте 91 года в больнице Красного Креста в Мюнхене. Его тело было пожертвовано науке.